# TAKE MOON
《TAKE MOON》(테이크 문) 은 TYPE-MOON 원작, 타케나시 에리의 엔솔로지 만화 작품집을 말한다.
이치진샤를 통해 총 2권이 발매되었다.

## 단행본
- TAKE MOON
2004년 6월 25일 발매 (ISBN 978-4-7580-0188-5）
TYPE-MOON의 작품인《월희》시리즈, 《MELTY BLOOD》시리즈 앤솔로지 작품집.
- TAKE MOON 2
2006년 8월 9일 발매 (ISBN 978-4-7580-0336-0）
TYPE-MOON의 작품인 《Fate/stay night》시리즈 앤솔로지 작품집.